# Ruth (Musikpreis)

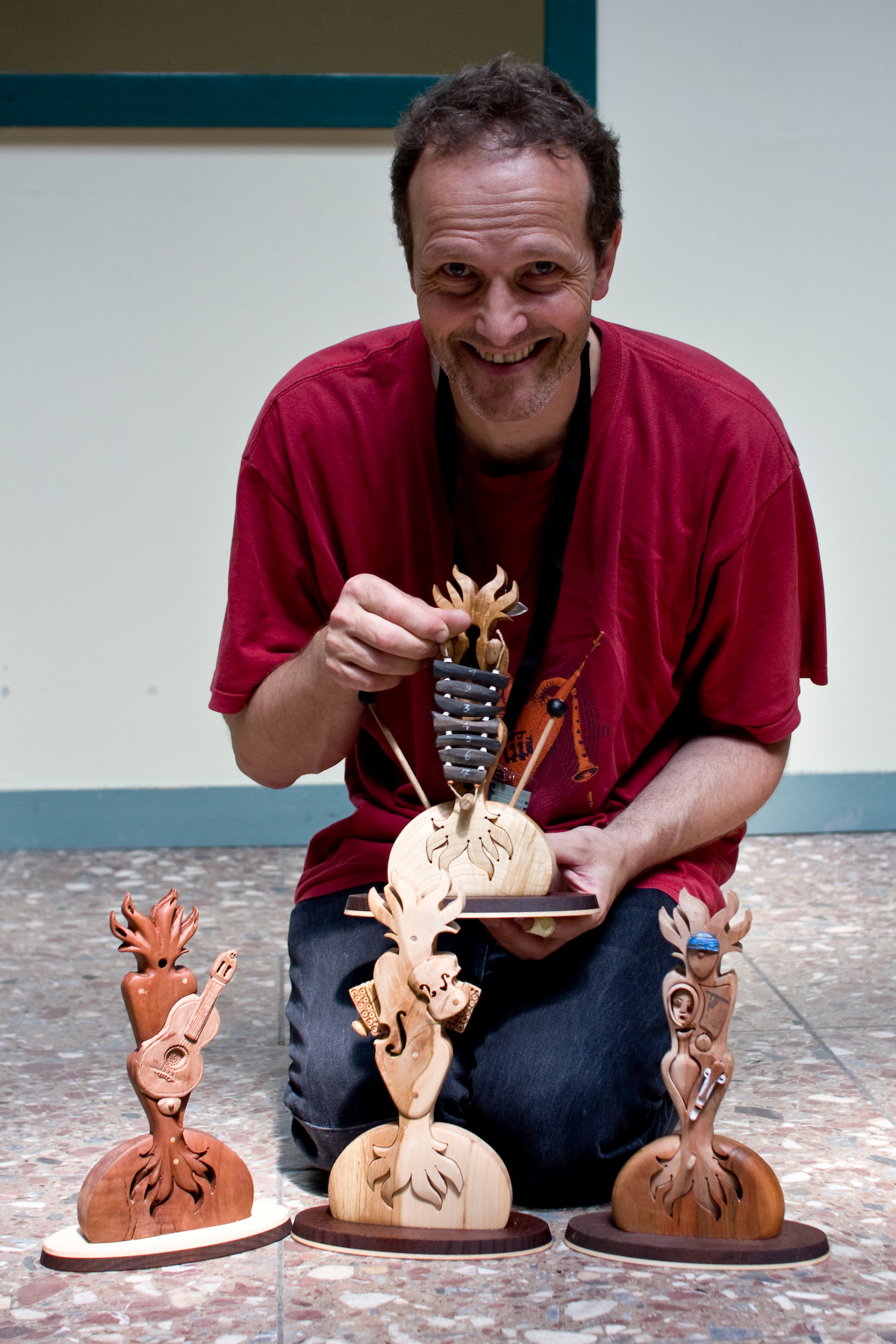
Weltmusikpreis RUTH und dessen Gestalter bis 2012, Ulf Geer

RUTH – Der deutsche Weltmusikpreis wird seit 2002 jährlich am Samstag des ersten Juliwochenendes während des Rudolstadt-Festivals vergeben. Ab dem Jahr 2020 vergibt das zehnköpfige Organisationsteam des Festivals diese mit 5.000 Euro dotierte Auszeichnung. Bis 2019 wurde der Preis von MDR Kultur federführend für weitere beteiligte Rundfunksender gemeinsam mit dem Rudolstadt-Festival und dem Trägerkreis creole ausgelobt. Bis 2006 gehörte auch Profolk, der Verband für Folk, Lied und Weltmusik in Deutschland, zu den Auslobern. Vorgänger war der ab 1992 vergebene Folkförderpreis, ein Preis für hoffnungsvolle Nachwuchs-Musiker. Der Name des Preises ist ein Wortspiel mit root, dem englischen Wort für Wurzel und Rootsmusik als Begriff für traditionelle Volksmusik und Weltmusik. Der Preis war bis 2019 mit insgesamt 11.500 Euro dotiert. Abweichend von der offiziellen Bezeichnung des Preises wird die RUTH im Sprachgebrauch meist wie der weibliche Vorname Ruth, zusammen mit einem weiblichen Artikel verwendet.

## Zielsetzung
Anliegen des Preises ist es, herausragende Leistungen im Weltmusik-Genre zu würdigen und dieser Musikgattung mehr Aufmerksamkeit zukommen zu lassen, und zugleich die in- und ausländische Reputation der Preisträger und darüber hinaus die der gesamten deutschen Folk-, Lied- und Weltmusik-Szene zu stärken.
Bis 2012 wurde die RUTH jährlich in den Kategorien vergeben:
- „Deutsche RUTH“ – für Künstler mit Wurzeln in deutschen Musiktraditionen,
- „Globale RUTH“ – für Künstler mit Wurzeln in regionalen Musiktraditionen der Welt,
- „Ehren-RUTH“ – für Personen oder Institutionen, die sich um die Förderung der Weltmusik in hohem Maß verdient gemacht haben.
- „Newcomer“ (bis 2006)

„Ehren-RUTH“ und „Newcomer“ wurden teilweise mehrfach vergeben.
Nachdem der neuen Jury die Kategorien als zu starr erschienen wurden sie 2013 einer „General-Revision“ unterzogen. Seit diesem Jahr wurde der Preis deshalb in folgenden Kategorien vergeben:
- „RUTH“ (Hauptpreis)
- "Förder-RUTH"
- "Ehren-RUTH"
- „Rudolstadt-Festival RUTH“

Ab 2020 erfolgt die Vergabe der RUTH nicht mehr nach Kategorien unterteilt. Gründe dafür sind, dass der Trägerkreis Creole nicht mehr in der bisherigen Form existiert und aus den ARD-Anstalten zunehmend weniger Vorschläge kommen.

## Auswahlverfahren
RUTH ist ein Nominierungspreis, Eigenbewerbungen sind nicht möglich. Ein Beirat nominiert die potentiellen Preisträger.
In den Kategorien Deutsche RUTH und Globale RUTH bewertete der Beirat für seine Vorschläge an die Jury primär die künstlerische Tätigkeit im vorausgegangenen Jahr. Ausdrücklich nicht vorgeschrieben wurde, dass sich „eingeborene“ Deutsche etwa auf deutsche RUTH und Zugewanderte auf globale RUTH beziehen müssten. Nominierte müssen für einen Liveauftritt beim Rudolstadt-Festival zur Verfügung stehen.
Beirat und Jury werden aus Fachleuten im Umfeld der Auslober (Fachjournalisten, Verleger, Veranstalter, Plattenhändler, Musiker) gebildet.

## Preisträger
2024
- Paula David (kanadische Psychologin) und Daniel Rosenberg (kanadischer Journalist und Musikproduzent) mit dem  The Payadora Tango Ensemble und dem Projekt „Silent Tears. The last yiddish Tango“

2023
- Folkländer

2022
- Christoph Dieckmann (Journalist)

2020
- Jan Krauthäuser und der Kölner Karnevals- und Musikverein Humba e. V.[1]

Wegen der Absage der Rudolstadt-Festivals 2020 und 2021 wird die RUTH 2020 beim Rudolstadt-Festival 2022 vergeben.
2019
- RUTH: Rudi Zapf
- Förder-RUTH: The Sephardics
- Ehren-RUTH: Siegfried Maeker (Musik-Agent)
- Festival-RUTH: Gankino Circus

2018
- RUTH: Cymin Samawatie
- Förder-RUTH: Dine Doneff & Maria Dafka
- Ehren-RUTH: Michael Kleff
- Festival-RUTH: Gisbert zu Knyphausen

2017
- RUTH: Georg Ringsgwandl
- Förder-RUTH: Banda Internationale (Dresden)
- Ehren-RUTH: Max Peter Baumann (Musikethnologe)
- RUTH-Sonderpreis: Das österreichische Quintett Alma

2016
- RUTH: Stefan Stoppok
- Förder-RUTH: Royal Street Orchestra (Wuppertal)
- Ehren-RUTH: Andrea Hotzko (Musikdozentin)
- TFF-RUTH: Matthias Schriefl

2015
- RUTH: Eurasians Unity (Simin Tander, Negar Bouban, Veronika Todorova, Cynthia Zaven, Feruza Ochilova, Caroline Thon, Alexander Morsey, Bodek Janke)
- Förder-RUTH: Masaa
- Ehren-RUTH: Cornelia Rost (HR2)
- Ehren-RUTH: Werner Fuhr (WDR3)
- TFF-RUTH: Funny van Dannen

2014

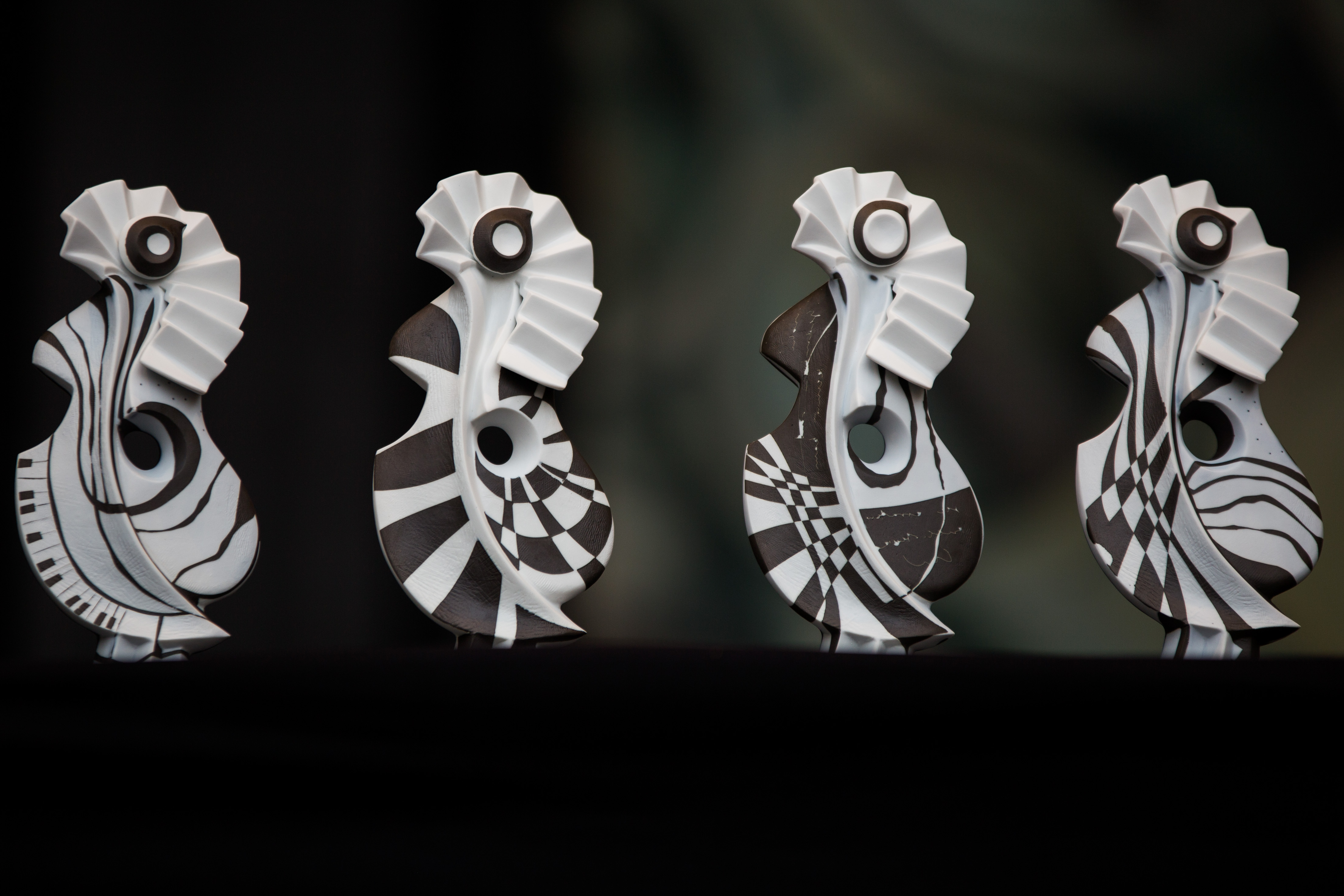
RUTH-Preise 2014

- RUTH: Alpen Klezmer (Andrea Pancur und Ilja Shneyveys)
- Förder-RUTH: Liloba
- Ehren-RUTH: Barbara Boock
- TFF-RUTH: Rainald Grebe

2013
- RUTH: Mariana Sadovska
- Förder-RUTH: Lao Xao Trio
- Ehren-RUTH: Eva Sollich
- TFF-RUTH: Jazzkantine

2012
- Globale RUTH: Al Andaluz Project
- Deutsche RUTH: Die Strottern
- Ehren-RUTH für das musikalische Lebenswerk: Hannes Wader
- Ehren-RUTH für die besondere Expertise: Gertrude Degenhardt und Jürgen B. Wolff

2011
- Globale RUTH: Fjarill (Hamburg)
- Deutsche RUTH: Hubert von Goisern
- Ehren-RUTH für das musikalische Lebenswerk: Klaus der Geiger
- Ehren-RUTH für die besondere Expertise: Hanni Bode

2010
- Globale RUTH: Rotfront (Deutschland)
- Deutsche RUTH: Kwart
- Ehren-RUTH für das musikalische Lebenswerk: Bayon
- Ehren-RUTH für die besondere Expertise: Malzhaus Plauen

2009
- Globale RUTH: Aly Keïta (Elfenbeinküste)
- Deutsche RUTH: Hans Söllner und Bayaman Sissdem
- Ehren-RUTH für das musikalische Lebenswerk: Alan Bern & Brave Old World
- Ehren-RUTH für die besondere Expertise: Günther Gretz

2008
- Globale RUTH: Ensemble Sarband (München)
- Deutsche RUTH: Bobo (Leipzig) für Lieder von Liebe und Tod
- Ehren-RUTH für das musikalische Lebenswerk: Embryo (München)
- Ehren-RUTH für die besondere Expertise: Christoph Borkowsky Akbar (Berlin)

2007
- Globale RUTH: Etta Scollo (Italien) für Canta Rò - Hommage an Rosa Balistreri
- Deutsche RUTH: Achim Reichel für Volxlieder
- Ehren-RUTH für das musikalische Lebenswerk: Charlie Mariano (USA)
- Ehren-RUTH für 30 Jahre journalistische Arbeit: Mike Kamp

2006
- Globale Roots: Rüdiger Oppermann Karawane (Elsass) für das Seidenstraßen-Projekt
- Deutsche RUTH: Konstantin Wecker für das Bagdad-Kabul-Projekt
- Ehren-Ruth: Hartmut Franz
- Newcomer I: Ohrbooten (Berlin)
- Newcomer II: Duo Bögeholz & Mosalini (Argentinien/Chile)

2005
- Globale Roots: Rabih Abou-Khalil (Libanon)
- Deutsche RUTH: Biermösl Blosn (Oberbayern)
- Ehren-Ruth: Jan Reichow (Köln)
- Newcomer I: Tango Crash (Argentinien/Schweiz)
- Newcomer II: Malbrook (Norddeutschland/Skandinavien)
- Newcomer III: Nomad Sound System (Berlin)

2004
- Globale Roots: Wu Wei (China)
- Deutsche Roots: HISS (Stuttgart)
- Ehren-Ruth: Walter Mossmann
- Newcomer I: Yallo Babo Express Orchestra (Hessen)
- Newcomer II: Zoriya (Israel)

2003
- Globale Roots: Urna (Mongolei)
- Deutsche Roots: Wenzel (Berlin)
- Ehren-Ruth: TRIKONT & Achim Bergmann (München)
- Newcomer: Mohammad Reza Mortazavi (Iran)

2002
- Globale Roots: Di Grine Kuzine (Berlin)
- Deutsche Roots: Daniel Kempin & Dimitry Reznik (Frankfurt/Main)
- Neue Roots: Törnmeister (Köln)
- Folkförderpreis: Rakatak (Berlin)

Deutscher Folkförderpreis (bis 2001)
2001
1. Toni Geiling (Halle/Saale)
2. Ilki Dünya
3. Ecco Meineke (München)

2000
1. Schandmaul
2. Jan Degenhardt
3. Sneppedalen

1999
1. Robert Zollitsch (München/Peking)
2. Naßler & Schneider
3. Das Blaue Einhorn (Dresden)

1998
1. Kerberbrothers Alpenfusion
2. Micha Dümpelmann
3. Rolling Drones

1997
1. Trio Schlüsselbund
2. Aquabella
3. Schnaftl Ufftschik

1996
1. O. Felix
2. Hora Colora
3. Passepartout

1995
1. Die Grenzgänger
2. Suzanna & Dzelem
3. Trio Modal

1994
1. Johannes & Andreas Uhlmann (jetzt zu viert: ULMAN)
2. Werner Vonberg
3. Thalassa aus Griechenland

1993
1. Hölderlin Express
2. Nûrê sowie Tango Fuego
3. Bremer Straßenmusikohrkäster

1992
1. Baba Jam Band
2. Hagelschlag & Elfenreigen
3. Noks